# 1974年埃塞俄比亚政变
1974年埃塞俄比亚政变是指1974年9月12日，埃塞俄比亚皇帝海尔·塞拉西一世的统治被“武装力量、警察和领土军协调委员会”（简称“德尔格”）推翻。
1974年1月，埃塞俄比亚革命爆发，同时帝国军队中的一些部队也发生兵变，其导火索是对低薪的不满。同年6月，“德尔格”成立，并迅速扩张势力，于7月22日推翻海尔·塞拉西一世任命的首相恩德尔卡乔·马孔嫩领导的内阁。随后，“德尔格”掌握实权。9月12日，“德尔格”宣布废黜海尔·塞拉西一世。
在海尔·塞拉西一世的统治被推翻后，许多皇族成员逃往英国伦敦，例如皇储阿斯法乌·沃森·塔法里。1975年3月27日，“德尔格”正式废除君主制，宣告埃塞俄比亚帝国终结，并开始实行全盘国有化。海尔·塞拉西一世于1975年8月27日去世，有说法称他死于“德尔格”下令实施的勒杀，也有说法认为他是在接受前列腺手术过程中自然死亡。